# Villanova
Villanova (en cors Villanova) és un municipi francès, situat a la regió de Còrsega, al departament de Còrsega del Sud. L'any 1999 tenia 307 habitants.

## Demografia
| 1962 | 1968 | 1975 | 1982 | 1990 | 1999 |
| ---- | ---- | ---- | ---- | ---- | ---- |
| 80   | 102  | 127  | 171  | 240  | 307  |
|      |      |      |      |      |      |

## Administració
| Període   | Identitat         | Partit | Qualitat |
| --------- | ----------------- | ------ | -------- |
| 2001-2008 | Dominique Bianchi | PNC    |          |